# Joop Hoekman
Joop Hoekman (Groningen, 1931) is een Nederlands oud-diplomaat. Hij was ambassadeur in Suriname en het Verenigd Koninkrijk en gevolmachtigd minister op de Nederlandse Antillen.

## Biografie
Hoekman werd in 1931 geboren in Groningen en studeerde sociale geografie. Hij trouwde met Jeanne van Gelder.
Begin jaren 1980 was hij in Suriname aanwezig als directeur-generaal voor internationale samenwerking bij het Ministerie van Buitenlandse Zaken. In oktober 1980 kwam hij in aanmerking voor de post van ambassadeur in Suriname. In 1983 werd hij naar Den Haag teruggehaald  door minister Eegje Schoo van Ontwikkelingssamenwerking. In Den Haag had hij indruk gemaakt door na de Decembermoorden (1982) koelbloedig en tactvol op te treden. Hij werd opgevolgd door Dirk Jan van Houten. In 1988 keerde hij op eigen verzoek naar Suriname terug als ambassadeur.
Tussen 1990 en 1994 was hij ambassadeur in het Verenigd Koninkrijk. Vervolgens ging hij met vervroegd pensioen (vut). Hij bleef niettemin actief voor Buitenlandse Zaken. Voor Nederland nam hij plaats in een stuurgroep van de Wereldbank op het gebied van multilaterale ontwikkelingssamenwerking. Daarnaast trad hij geregeld op als speciaal adviseur over onder meer invoer uit ontwikkelingslanden. In 1996 werd hij door minister Joris Voorhoeve gevraagd als adviseur voor Antilliaanse en Arubaanse zaken. In 1997 was hij op de Antillen gevolmachtigde van de minister.